# To the Beautiful You
To the Beautiful You (em coreano:  아름다운 그대에게, Areumda-un Geudae-ege) é uma telenovela sul-coreana exibida pela SBS de 15 de agosto a 4 de outubro de 2012, estrelada por Choi Sulli, Choi Minho e Lee Hyun-woo.
Baseia-se na série de mangá shojo japonês, Hanazakari no kimitachi e (花ざかりの君たちへ For You in Full Blossom), escrito por Hisaya Nakajo. A série coreana é a quarta adaptação para a TV do mangá após a versão taiwanesa Hanazakarino Kimitachihe em 2006, a japonesa Hanazakari no kimitachi e em 2007 e seu remake japonês Hanazakari no kimitachi e 2011.

## Sinopse
A série gira em torno de Goo Jae-hee (Choi Sulli), uma garota coreana que vive nos Estados Unidos. Um dia, ela vê uma competição de atletismo na TV, e fica atraída por um dos concorrentes de salto em altura, Kang Tae-joon (Choi Minho). Ela começa a idolatrar o jovem atleta e, eventualmente, transfere-se para a Coreia do Sul para participar da mesma escola que Tae-joon estuda, depois que ele sofreu um acidente que poderia acabar com sua carreira. No entanto, há um problema: Tae-joon estuda em uma escola só para garotos e Jae-hee deve disfarçar-se como um menino para que possa entrar.

## Produção
Em 10 de março de 2011, a SM Entertainment anunciou que havia adquirido os direitos sobre o mangá "Hana Kimi" e estaria filmando sua adaptação coreana. Representantes revelou: "A versão coreana terá um total de 16 episódios que desenhará histórias de sonhos e esperanças. É uma comédia adolescente com um enredo bonito, mas forte e uma série de membros bonitos no elenco".
Em 26 de abril, foi anunciado que Minho do SHINee e Sulli do f(x) interpretariam os papéis principais, e dirigido por Jeon Ki-sang. Em 24 de maio de 2012, foi anunciado que o título seria To The Beautiful You e seria escrito por Lee Young-chul, que escreveu a série High Kick!. Em 6 de junho, Hwang Kwanghee do ZE:A foi confirmado para o drama e que L do Infinite estava revisando a oferta para se juntar ao elenco. Em 7 de junho Seo Jun-jovem foi confirmado para fazer parte do elenco. Em 8 de junho, foi anunciado que Kang Kyung-joon foi escalado como o frio, mas cômico técnico, Ki Tae-young como o enfermeiro da escola que descobre a identidade de Jae-hee, Lee Young-eun como a professora que faz parte de um triângulo amoroso com os dois, Kang Ha-Neul como o rival de Tae-joon, e Ahn Hye-kyung e Lee Han-wi também foram comfirmados. Após as discussões anteriores para o papel, Lee Hyun-woo foi finalmente confirmado como Cha Eun-gyul. Kim Ji-won foi confirmada 14 de junho e Yoo Min-kyu foi anunciado para interpretar Young-mahn em 10 de julho.

### Filmagens
A primeira leitura do roteiro ocorreu no dia 7 de junho no SBS Ilsan Production Center. Em 9 de julho Minho, Sulli, Kwanghee e membros do EXO foram vistos participando de uma sessão de fotos para o drama. Em preparação para seu papel como Tae-joon, Minho recebeu treinamento pessoal do técnico Kim Tae-young, um ex-atleta de salto alto nacional e membro da Associação Coreana de Federações de Atletismo, durante um mês e meio. Seu recorde pessoal no final de julho foi de 175 cm.
As filmagens começaram no início de julho. Em uma entrevista com a Vogue Girl da Coreia, Minho confirmou que o drama seria transmitido em 15 de agosto, ao invés do inicialmente previsto 8 de agosto. A Universidade MokWon foi usada para filmar a escola só para homens, Genie Athletic High School, e Anmyeondo foi usado para filmar as cenas de férias de verão. A primeira cena com Minho foi de salto em altura. Para a cena salto em altura, 105 câmeras de alta velocidade foram usadas para filmar o salto alto em bullet-time.

## Elenco

### Elenco principal
| Ator         | Personagem no drama    | Personagem no mangá | Características |
| ------------ | ---------------------- | ------------------- | --- |
| Choi Sulli   | Goo Jae-hee/Jay Dawson | Mizuki Ashiya       | Se mudou para os EUA quando tinha cinco anos, se apaixonou quando viu Kang Tae-joon em uma competição de salto em altura. Determinada a vê-lo saltar novamente, ela se disfarçou como um estudante de da escola para garotos Genie High School. (Sulli, conhecida por seu olhar feminino e cabelos longos, cortou 60 cm de seu cabelo para o papel no drama.) |
| Choi Minho   | Kang Tae-joon          | Izumi Sano          | Ele é um atleta de salto em altura, que detém o melhor registo no Campeonato Mundial Junior. Ele recebe o amor de fangirls por sua bela aparência que correspondem a sua classificação nacional representativa. Depois que se machucou, ele anunciou que não iria saltar mais. Mais tarde, ele recupera o seu riso perdido depois de conhecer o seu novo companheiro de quarto, Jae-hee, que torna-se muito protetor e, eventualmente, se apaixona. Ele foi a segunda pessoa, depois de Jang Min-woo, a descobrir que Jae-hee era uma menina depois de ouvir uma discussão entre ela e Daniel. |
| Lee Hyun-woo | Cha Eun-gyeol          | Shuichi Nakatsu     | Ele é um jogador de futebol encantador que gosta de brincar. Ele é o criador do humor por onde passa. Mesmo que ele tenha muitas pessoas ao seu redor por causa de sua habilidade notável, ele nunca se apaixonou. Inicialmente, ele tinha certeza de que gostava de meninas, mas quando percebe que gosta de Jae-hee, ele fica completamente confuso e começa a duvidar de sua sexualidade. Ele também fica irritado e chateado quando descobre que Jae Hee estava mentindo para ele (que era um menino).                                                                                     |

### Estudantes
| Ator           | Personagem no drama | Personagem no mangá | Características |
| -------------- | ------------------- | ------------------- | --- |
| Seo Jun-young  | Ha Seung-ri         | Minami Nanba        | Ele é o líder do Dormitório 2 e chefe de equipe de atletismo, que é do tipo macho com fortes habilidades de liderança, mais tarde, ele se apaixona por Seol Ha Na e torna-se uma pessoa que faz tudo por ela, esperando que seu amor seria devolvido. |
| Hwang Kwanghee | Song Jong-min       | Senri Nakao         | Ele é um saltador de obstáculos que tenta irritar Jae-hee, mas na verdade ele é uma pessoa calorosa. Parece que é muito bom amigo de Eun-gyeol. |
| Kang Ha-neul   | Min Hyeon-jae       | Makoto Kagurazaka   | É um atleta de salto em altura na equipe nacional. Ele é rival do Tae-joon, bem como companheiro de quarto de Eun-gyeol. |
| Yoo Min-kyu    | Jo Young-man        | Megumi Tennoji      | É o líder do dormitório 1, o departamento de Taekwondo, e parece áspero por fora, mas é realmente muito apaixonado por ajudar os seus hoobaes. |
| Kim I-an       | Na Cheol-soo        | Oscar M. Himejima   | É o líder do Dormitório 3, que é preenchido com os estudantes que amam o teatro e as artes. |

### Coadjuvantes
| Ator              | Personagem no drama | Personagem no mangá   | Características |
| ----------------- | ------------------- | --------------------- | --- |
| Ki Tae-young      | Jang Min-woo        | Dr. Hokuto Umeda      | É um médico misterioso que o primeiro a percebe que Jae-hee é realmente uma garota que finge ser um menino do ensino médio. No entanto, Min-woo não revela esta verdade e cuida de Jae-hee como seu anjo da guarda. |
| Kang Kyung-joon   | Byeon Gwang-min     | —                     | Ele é um treinador de atletismo que é tão rigoroso que é apelidado de "raiva", como ele é tão duro com os estudantes, mas na frente de So-jeong, ele é apenas um homem. |
| Kim Ji-won        | Seol Han-na         | —                     | É ginasta e filha de uma família rica, sem quaisquer limitações. Ela e Tae-joon são amigos de infância. Embora ela possua uma personalidade imprudente, na frente de Tae-joon ela se torna uma garota gentil. Afirma-se como Fada da Nação. |
| Lee Young-eun     | Lee So-jeong        | —                     | é professora em uma relação triangular com Min-woo e Gwang-min |
| Lee Ah-hyun       | Jang Sil-jang       | —                     | Ela é a gerente de perfeccionista com uma agência de gestão esportiva com a qual o Tae-joon é assinado. Ela não conhece a paz de espírito como ela lida com os jogadores representados pela agência, no entanto, mostra de talentos e habilidades que são inigualáveis. |
| Ahn Hye-kyung     | Yang Seo-yoon       | Kinuko Karasuma       | É a repórter de revista de esportes |
| Seon-woo Jae-deok | Kang Geun-wook      | Takehiko Sano         | Pai rico de Kang Tae-joon. Ele é muito frio para seu filho, mas na verdade se preocupa muito com ele. Ele não pode expressar suas emoções bem, então seu relacionamento com seu filho não é muito bom. Através da ajuda de Jae Hee, ele e Tae Joon, eventualmente, começam a fazer as pazes em seu relacionamento.                                                                     |
| Lee Han-wi        | Hwang Gye-bong      | Director Sawatari     | É o decano dos estudantes |
| Julien Kang       | Daniel Dawson       | Shizuki Claude Ashiya | É um médico e meio-irmão mais velho de Jae-hee (a mãe de Jae-hee se casou novamente após ficar viúva). Depois ele vai para a Coreia, e descobre que Jae Hee está fingindo ser um menino e foi transferida para a escola de garotos, e tenta levá-la de volta para a América, mas, eventualmente, permite que ela fique.                                                                |
| Nam Ji-hyeon      | Hong Da-hae         | —                     | É uma velha amiga de infância de Eun-gyul que volta do exterior e abriga sentimentos por ele. |
| Kim Woo-bin       | John Kim            | Gilbert Lang          | É um fotógrafo respeitado e amigo de infância de Jae-Hee, que a ajudou a transformar em um menino para entrar na Genie High School. Ele acabou sendo o catalisador que faz Tae-Joon perceber que Jae-hee é uma pessoa muito especial em sua vida. Infelizmente para Tae-Joon, ele confessa que gosta de Jae-Hee e declara que ele vai levá-la de volta para os Estados Unidos com ele. |
| Yu-ra             | Lee Eun Yeong       | —                     | É uma fã de Kang Tae-jun |
| Jung Eun-joo      | Hwang Bo-hee        | —                     | |
| Song Soo-ji       | Sin Myeong-hwa      | —                     | |
| Choi Jong-yoon    | Min-wook            | —                     | |

### Participações
- Sang-chu como o cachorro de Tae Joon.
- EXO-K como eles mesmos (ep 2).
- Ko Su-hee como a mulher adulta no refeitório da escola (ep 2).
- Hong Rok-gi como DJ (ep 2).
- Park Tae-sung como Chang-yeon (ep 3, 4).
- Jung Yoo-geun como Jae-gyul (ep 4).
- LEDApple como a banda Shut Up (ep 6).

## Recepção
| Episódio | Data de transmissão    | Audiência média | Audiência média             | Audiência média | Audiência média             |
| Episódio | Data de transmissão    | TNmS Ratings    | TNmS Ratings                | AGB Nielsen     | AGB Nielsen                 |
| Episódio | Data de transmissão    | Em todo o país  | Seul (Região metropolitana) | Em todo o país  | Seul (Região metropolitana) |
| -------- | ---------------------- | --------------- | --------------------------- | --------------- | --------------------------- |
| 1        | 15 de agosto de 2012   | 6.4%            | 7.9%                        | 7.3%            | 9.3%                        |
| 2        | 16 de agosto de 2012   | 5.8%            | 7.0%                        | 5.7%            | 8.1%                        |
| 3        | 22 de agosto de 2012   | 4.8%            | 5.7%                        | 5.1%            | 8.4%                        |
| 4        | 23 de agosto de 2012   | 5.9%            | 7.2%                        | 5.4%            | 8.4%                        |
| 5        | 29 de agosto de 2012   | 4.3%            | 5.1%                        | 4.8%            | 7.9%                        |
| 6        | 30 de agosto de 2012   | 5.8%            | 8.4%                        | 5.6%            | 8.5%                        |
| 7        | 5 de setembro de 2012  | 4.7%            | 8.3%                        | 4.6%            | 7.8%                        |
| 8        | 6 de setembro de 2012  | 5.4%            | 8.7%                        | 5.4%            | 7.6%                        |
| 9        | 12 de setembro de 2012 | 5.5%            | 6.7%                        | 5.4%            | 7.9%                        |
| 10       | 13 de setembro de 2012 | 5.8%            | 9.9%                        | 5.8%            | 8.6%                        |
| 11       | 19 de setembro de 2012 | 4.3%            | 5.3%                        | 4.2%            | 7.3%                        |
| 12       | 20 de setembro de 2012 | 5.1%            | 8.1%                        | 4.6%            | 7.3%                        |
| 13       | 26 de setembro de 2012 | 4.4%            | 5.3%                        | 4.4%            | 8.0%                        |
| 14       | 27 de setembro de 2012 | 4.8%            | 8.4%                        | 4.8%            | 8.0%                        |
| 15       | 3 de outubro de 2012   | 4.0%            | 4.7%                        | 4.1%            | 8.7%                        |
| 16       | 4 de outubro de 2012   | 5.3%            | 5.6%                        | 5.2%            | 5.9%                        |
| Média    | Média                  | 5.1%            | -                           | 5.1%            | -                           |

## Transmissão internacional
- Filipinas Foi transmitido pela ABS-CBN de 15 de abril a 21 de junho de 2013 às 17:15 contendo 49 episódios. Mais a alta classificação foi marcado em 14 de maio de 2013, com 15%.
- Singapura,  Malásia Foi transmitido em ambos os países pelo canal a cabo ONE TV ASIA.[28]

### Classificações (Filipinas)
| Data                | Episódio | Em todo o país (Kantar Media) | Mega Manila (AGB Nielsen) |
| ------------------- | -------- | ----------------------------- | ------------------------- |
| 15 de abril de 2013 | 01       | 10.4%                         | 8.1%                      |
| 16 de abril de 2013 | 02       | 8.9%                          | 8.2%                      |
| 17 de abril de 2013 | 03       | 10.1%                         | 7.8%                      |
| 18 de abril de 2013 | 04       | 9.3%                          | 7.7%                      |
| 19 de abril de 2013 | 05       | 9.7%                          | 7.4%                      |
| 22 de abril de 2013 | 06       | 9.7%                          | 8.3%                      |
| 23 de abril de 2013 | 07       | 9.3%                          | 7.9%                      |
| 24 de abril de 2013 | 08       | 9.4%                          | 8.8%                      |
| 25 de abril de 2013 | 09       | 10.1%                         | 8.4%                      |
| 26 de abril de 2013 | 10       | 9.7%                          | 9.5%                      |
| 29 de abril de 2013 | 11       | 7.8%                          | 8.8%                      |
| 30 de abril de 2013 | 12       | 9.6%                          | 8.7%                      |
| 1 de maio de 2013   | 13       | 8.9%                          | 8.4%                      |
| 2 de maio de 2013   | 14       | 9.9%                          | 9.3%                      |
| 3 de maio de 2013   | 15       | 9.4%                          | 9.2%                      |
| 6 de maio de 2013   | 16       | 9.9%                          | 8.7%                      |
| 7 de maio de 2013   | 17       | 13.1%                         | 8.3%                      |
| 8 de maio de 2013   | 18       | 8.6%                          | 10.1%                     |
| 9 de maio de 2013   | 19       | 10.9%                         | 7.6%                      |
| 10 de maio de 2013  | 20       | 11.3%                         | 9.4%                      |
| 14 de maio de 2013  | 21       | 15.0%                         | 11.0%                     |
| 15 de maio de 2013  | 22       | 11.7%                         | 10.9%                     |
| 16 de maio de 2013  | 23       | 11.1%                         | 10.3%                     |
| 17 de maio de 2013  | 24       | 10.4%                         | 10.5%                     |
| 20 de maio de 2013  | 25       | 11.6%                         | 8.7%                      |
| 21 de maio de 2013  | 26       | 11.1%                         | 9.6%                      |
| 22 de maio de 2013  | 27       | 11.4%                         | 9.7%                      |
| 23 de maio de 2013  | 28       | 11.0%                         | 10.8%                     |
| 24 de maio de 2013  | 29       | 13.4%                         | 11.1%                     |
| 27 de maio de 2013  | 30       | 9.6%                          | 11.2%                     |
| 28 de maio de 2013  | 31       | 12.9%                         | 9.2%                      |
| 29 de maio de 2013  | 32       | 11.6%                         | 9.7%                      |
| 30 de maio de 2013  | 33       | 10.7%                         | 10.6%                     |
| 31 de maio de 2013  | 34       | 11.4%                         | 9.4%                      |
| 3 de junho de 2013  | 35       | 10.9%                         | 9.5%                      |
| 4 de junho de 2013  | 36       | 10.6%                         | 8.1%                      |
| 5 de junho de 2013  | 37       | 11.7%                         | 9.1%                      |
| 6 de junho de 2013  | 38       | 10.6%                         | 8.2%                      |
| 7 de junho de 2013  | 39       | 11.6%                         | 9.1%                      |
| 10 de junho de 2013 | 40       | 10.5%                         | 9.0%                      |
| 11 de junho de 2013 | 41       | 11.3%                         | 7.3%                      |
| 12 de junho de 2013 | 42       | 11.6%                         | 9.2%                      |
| 13 de junho de 2013 | 43       | 11.9%                         | 9.4%                      |
| 14 de junho de 2013 | 44       | 10.7%                         | 8.0%                      |
| 17 de junho de 2013 | 45       | 10.8%                         | 8.1%                      |
| 18 de junho de 2013 | 46       | 11.4%                         | 8.9%                      |
| 19 de junho de 2013 | 47       | 12.4%                         | 8.5%                      |
| 20 de junho de 2013 | 48       | 12.1%                         | 9.3%                      |
| 21 de junho de 2013 | 49       | 11.7%                         | 10.8%                     |
| Média               | Média    | 11.0%                         | 8.8%                      |

## Prêmios
2012 SBS Drama Awards
- Prêmio de melhor nova estrela: Choi Sulli, Choi Minho e Lee Hyun-woo